# دائرة الرمشي
دائرة الرمشي إحدى دوائر ولاية تلمسان عاصمتها الرمشي. وتضم كل من بلديات:
- الرمشي
- بني ورسوس
- عين يوسف
- السبعة شيوخ
- الفحول